# NGC 5961
NGC 5961 is een spiraalvormig sterrenstelsel in het sterrenbeeld Noorderkroon. Het hemelobject werd op 8 juni 1880 ontdekt door de Franse astronoom Édouard Jean-Marie Stephan.

## Synoniemen
- UGC 9918
- MCG 5-37-5
- ZWG 166.13
- ARAK 478
- IRAS 15332+3101
- PGC 55515